# Tájseb
A tájseb ökológiai, termőhelyi, a tájképi adottságok jelentős mértékű megváltoztatásának maradandó nyoma, helye. Tájseb az anyagnyerőhely, a bányagödör, a bányautótáj, a zagytér, a szemétlerakó hely, a hulladék- és melléktermék-depónia.
A National Geographic munkatársa által végzett 2006-os felmérés eredményei alapján, Magyarországot tizenötezer tájseb betegíti, amelyek többségét bányászat okozta. Akad köztük néhány négyzetméteres agyaggödör és nagy kiterjedésű külszíni ércbánya.

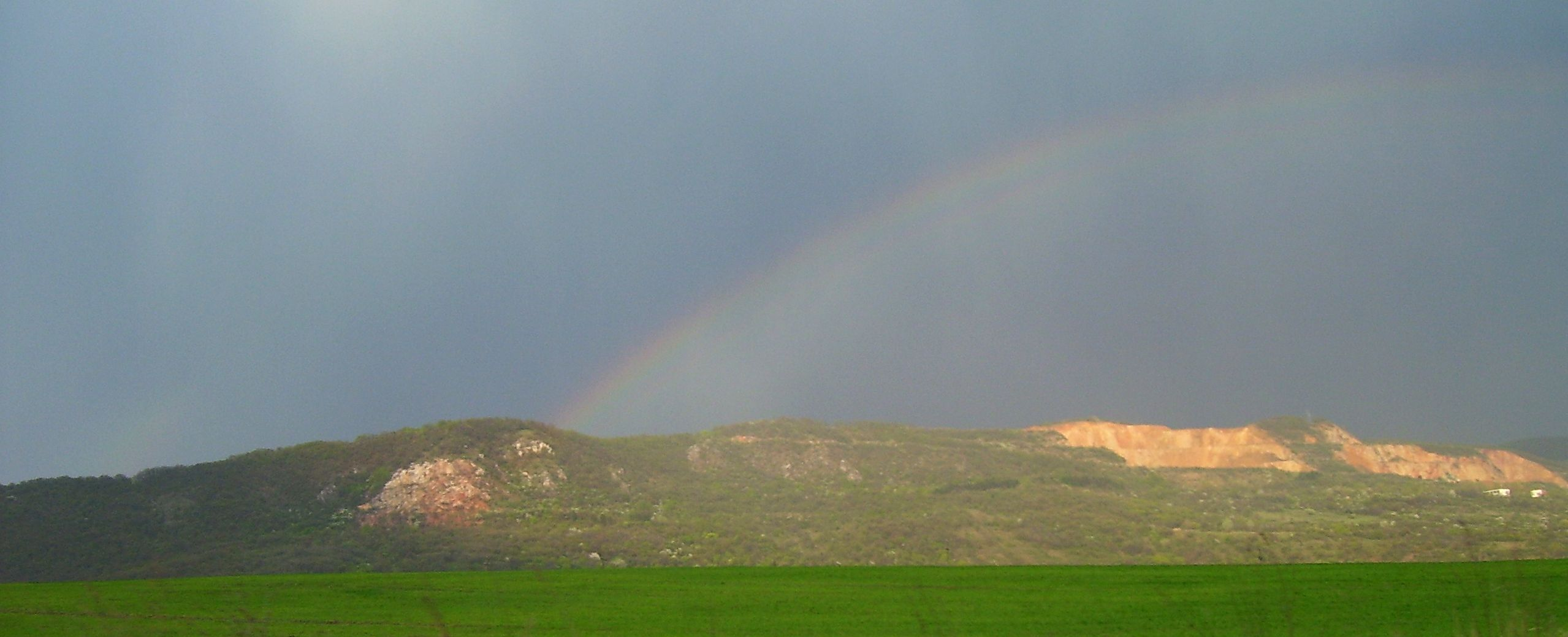
A Naszály déli oldalába vájt külszíni fejtésű mészkőbányák

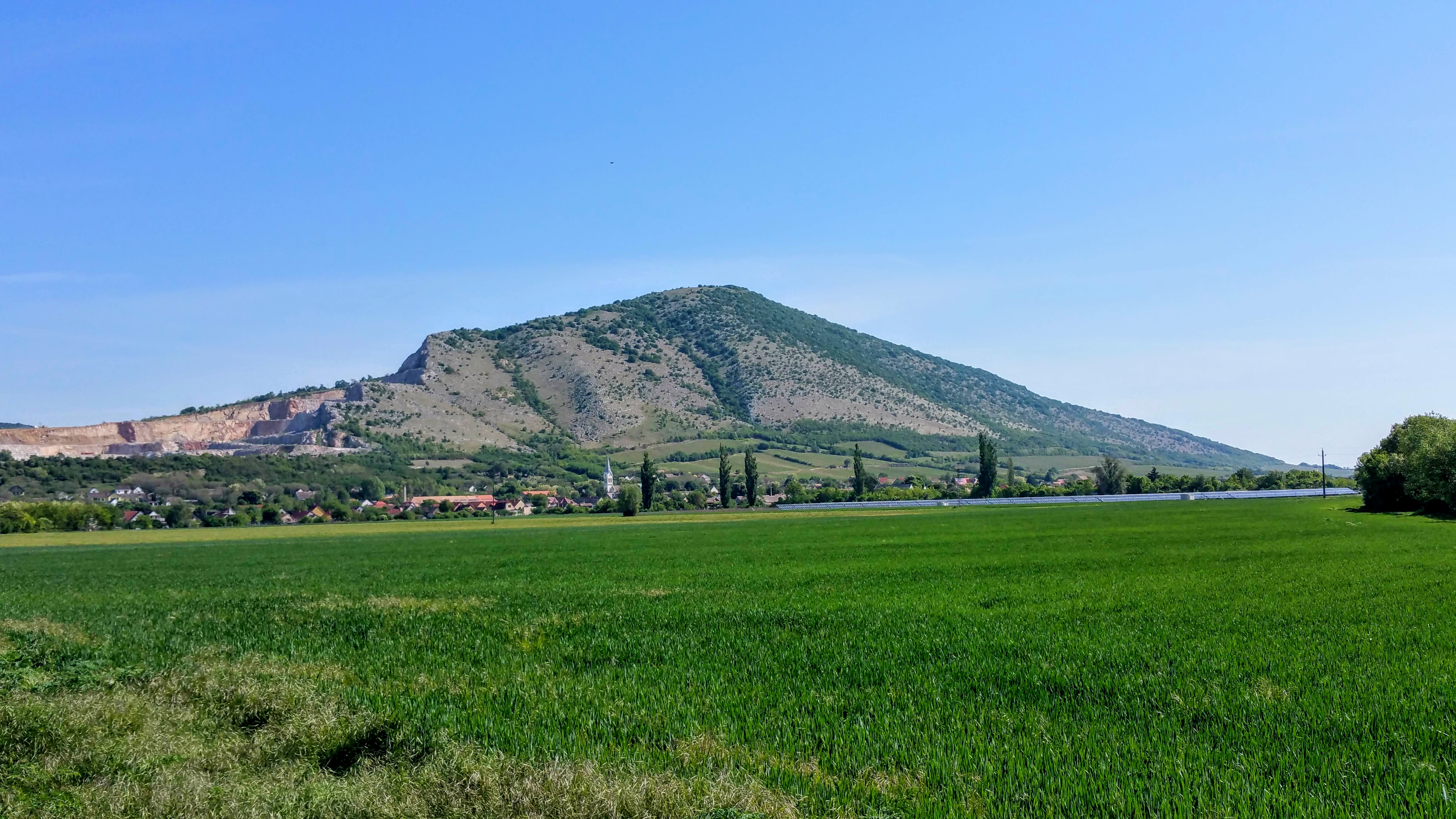
A Szársomlyó délkeleti lejtőjén látható felhagyott mészkőbánya

## Tájhasználat
A természetes rendszerekbe való olyan mesterséges, antropogén beavatkozás, amely a természet adta lehetőségeket tudatos, célirányos, egyéni v. közösségi célok szolgálatába állítja. A kultúrtáj – eltérően a természettől – a természet és emberi közösségek kölcsönhatásai eredményeképpen létrejött komplex ter.-i egység. Az emberi közösségek beavatkozásai a természetbe lehetnek védelmi, használati és fogyasztási jellegűek. A tájseb jellege lehet ciklikus, megújító, v. egyszeri, nem megújítható. A ciklikus tájsebi módok körébe tartozik a mg.-i célú tájseb, amelynek ciklusaira jellemző, hogy a következő ciklus kiinduló állapotát az előző ciklus végállapota jelenti. Az egyszeri, nem megújítható tájhasználati módok körébe tartozik az ásványkincsek kitermelése, amely addig lehetséges, ameddig azok el nem fogynak.

## Tájképrombolás
A táj természeti adottságainak nagymértékű megváltoztatása, ami a táj funkcionális és esztétikai értékét jelentősen rontja.
A tájképrombolás rendszerint több tájtényező (talaj, eredeti növényzet, természetes vizek stb.) pusztulásával v. átalakításával jár együtt. Leggyakoribb előidézője a bányászat, amely hatalmas tájsebeket okoz. Különösen a külszíni bányászat anyagnyerő munkagödrei hatalmas kiterjedésűek, s a kitermelt meddőhányók ugyancsak hozzájárulnak a tájképromboláshoz. Minden építkezés kisebb- nagyobb tájképrombolással jár, hisz az eredeti felszíni formákat, a talaj és a rajta tenyésző növényzetet szükségszerűen el kell pusztítani a létesítendő épület helyén és közvetlen környezetében. Az iparterületeken különösen gyakori a tájkép átalakítása, elcsúfítása. A tájképrombolás közvetett módon is bekövetkezhet, pl. erdőirtás eredményeként. Ha meredek lejtőkön, csapadékos éghajlaton jelentős kiterjedésű erdőirtást végeznek, a szélsőségesen felgyorsuló erózió elpusztíthatja a talajt, és az árkos erózió erős rombolást végez a felszínen.
A folyamat végeredménye erősen tagolt növénytelen felszín (badland = rossz föld) lehet.

## Tájesztétika
A táj külső megjelenésével, formai sajátosságaival foglalkozó szakterület. A táj esztétikai értékelése elkerülhetetlenül tartalmaz szubjektív elemeket is, de vannak olyan szempontok, amelyek alapján egzakt analízissel megítélhető a táj szépsége, vonzereje. A roma/alak a táj egyik legszembetűnőbb tulajdonsága: gyakran az egész táj típusát ennek alapján határozzuk meg. Pl. a síksági táj sík formákkal jellemezhető, amelyben azonban a tájalkotó elemek (élőfoltok, folyosók) határvonalai változatosak lehetnek. Egy dombsági tájban a lágy, lekerekített formák uralkodnak a magashegységi tájra a csipkés gerincek jellemzők stb. A táj egységességét, esztétikusságát a harmonikusan összetartozó formák együttese jellemzi. Vizuális (vonz)erőkről akkor beszélünk, ha a statikus kép energia v. mozgás illúzióját kelti. A vizuális erők a tájformákban lefelé vonzzák a szemet a konvex lejtőkön és lefelé a konkáv lejtőkön. A méretek szerepe ugyancsak fontos a tájképrombolásban. Ált. a nagy abszolút méretek különleges vonzerőt jelentenek a tájban: pl. nagy csúcsmagasságok, hatalmas fák stb. A relatív méretek különösen a tájalkotó elemek finomabb különbségeinek megítélésében fontosak: pl. egy sztyeppter.-tel határos erdő kiemelkedése a környezetéből. Az ember alapvető esztétikai igénye a vizuális változatosság, a diverzitás. A természeti táj diverzitását földtörténeti fejlődés, a heterogén kőzettani, talajtani és domborzati felépítés határozza meg, amelyhez rendszerint változatos élővilág is tartozik.
A harmónia v. egységesség a ~ fontos szempontja. A természeti táj változó méretű, formájú elemei ált. összhangban vannak egymással.

## Tájrekonstrukció
A bányászat által megbolygatott ter.-ek emberi hasznosításra alkalmas, elfogadható esztétikai látványt nyújtó, a környezetbe, a tájba illeszkedő felületekké való alakítása.

## Tájrehabilitáció
Konzervációökológiai fogalom, a részlegesen sérült, de az eredeti rendszer alapelemeit és vázát őrző élőhelyek helyreállítása. Az alapelv, hogy csak azokat a tényezőket és folyamatokat (limitáló tényezőket) kell befolyásolni, amelyek sérülésükkel az egész rendszer degradálódását okozták. A rendszer regenerációs képességét aktiválva, egy ép migrációs hálózatot kialakítva azon keresztül a hiányzó fajok immigrációja megtörténhet. Bízni kell abban, hogy a rendszer „öngyógyító képessége” ilyen módon működésbe lép.

## Tájrendezési terv
Ökológiai, műszaki és esztétikai elvek érvényesítésével készülő területrendezési tervfajta. Készítésének célja a táj teljesíthető- és termelőképességének kiaknázása a táj esztétikumának visszaállítása v. megőrzése mellett. A ~i terv ökológiai tájkutatásra alapozott, és a tájban végbemenő komplex kapcsolatok feltárására irányul. Főbb részei a tájvizsgálat, a tájértékelés, a program és a tervjavaslat.